# Beta
 Ikke at forveksle med ẞ.
 For alternative betydninger, se Beta (flertydig). (Se også artikler, som begynder med Beta)
Beta (Β β) er det andet bogstav i det græske alfabet.
Tegnet minder om ß, Eszett, fra det tyske alfabet, men i f.eks. Unicode er det to forskellige tegn.

## Computer
|   | decimal | hex     | HTML   | LaTeX | Unicode |
| - | ------- | ------- | ------ | ----- | ------- |
| β | &#946;  | &#x3b2; | &beta; | \beta | U+03B2  |
| Β | &#914;  | &#x392; | &Beta; |       | U+0392  |